# Асгард
Асга̀рд (на старонорвежки: Ásgarðr – „Ограденото място, оградата на асите“) в скандинавската митология е небесен град, обиталище на боговете аси. Намира се на полето Идавьол, много високо в облаците. Над него се извисява Лерад – върхът на ясена Игдрасил, а край Лерад, на най-високото място в Асгард, е Хлидскялф – тронът на Один, от който той вижда какво става по целия свят. Асгард е ограден от огромна и непристъпна каменна стена, построена от великан, който поставя условието, че ако я съгради за 6 месеца, трябва да получи като награда богинята Фрейя, както и Слънцето и Луната. Прибързано съгласилите се богове изпадат в ужас, когато виждат, че великанът ще успее, но лукавият бог Локи успява да попречи на работата му и като следствие строителят е убит.
В Асгард се намират жилищата на боговете. Първата постройка според митовете е дворецът Гладсхайм (Жилище на радостта), в който се събират боговете. В него има тронове за дванадесетте най-важни сред тях с висок трон за председателстващия ги Один. Самият Один живее в двореца Валаскялф, който е направен от чисто сребро. Край него се намира и дворецът Валхала, в който са настанени падналите по време на битка воини – т. нар. айнхерии. Боговете заседават в Гладсхайм, пируват във Валхала, но всеки от тях живее в собствен чертог.
Мястото, където живее бог Тор се нарича Трудхайм (Жилище на силата, също и Трудвангар – Полета на могъществото), а дворецът му – Билскирнир (Як дом). Балдур живее в блестящия палат Брейдаблик (Силен блясък), който е най-красивата постройка в Асгард. Богът на морето Ньорд живее на място, наречено Ноатун (корабостроителница). Сесрумнир (Имащ много места) е дворецът на богинята Фрейя, която притежава и фермата Фолквангер (Поле на воините). По време на битка тя избира половината от падналите воини като другата половина дава на Один.
Асгард се свързва с Мидгард (средната земя, светът на хората) чрез Биврьост – моста на дъгата. Край Биврьост се издига Химинбьорг (небесната планина), където е жилището на бог Хаймдал – пазителят на моста и Асгард.
В Асгард се намират и дворците Глитнир (Блестящ – домът на бог Форсети) – със стени и колони от злато и сребърен покрив, с него може да се сравнява само Брейдаблик, – и Гимле, дворец в южния край на небето. Един от най-красивите дворци, той е обитаван от светли елфи. Според мита, след Рагнарьок той ще остане непокътнат и в него ще се заселят оцелелите богове.
На Асгард като небесен свят и обиталище на боговете е противопоставен Нифлхайм и по-точно най-ниската му част Хелхайм – царството на мъртвите, населявано от душите на умрелите, които са недостойни да живеят във Валхала.